# کلود بوریگو
کلود بوریگو (انگلیسی: Claude Bourrigault؛ ۲۸ ژانویه ۱۹۳۲ – ۲۴ اوت ۲۰۲۱) بازیکن فوتبال اهل فرانسه بود.
از باشگاه‌هایی که در آن بازی کرده‌است می‌توان به باشگاه فوتبال رن و باشگاه فوتبال آنژه اشاره کرد.